# ВОЛЛ·І
«ВОЛЛ·І» (англ. WALL·E) — американський комп'ютерний анімаційний науково-фантастичний фільм 2008 року, створений студією Pixar Animation Studios і знятий Ендрю Стентоном, чий попередній фільм «У пошуках Немо» отримав «Оскар» за найкращий анімаційний повнометражний фільм. В основу фільму покладена історія робота ВОЛЛ·І, який призначений для очищення Землі від відходів у далекому майбутньому. Врешті-решт він закохується в іншого робота ЄВУ і вирушає за нею в космічний простір за пригодами, що змінять долю його виду і долю всього людства. Бюджет картини становив $180 млн.
Реліз фільму в США і Канаді відбувся 27 червня 2008 року, в Україні 23 червня 2008 року. В перший день показу фільм зібрав $23,1 млн, а протягом першого тижня сума касових зборів зросла до $63 млн, у 3 992 кінотеатрах, що зробило картину лідером національного прокату США. Загальні збори картини у світі склали $521 млн, в США $224 млн. В Україні загальні збори склали $1 223 653, що дозволило картині посісти 13 місце за касовими зборами в країні за 2008 рік.
За традицією Pixar, прем'єра «ВОЛЛ·І» відбулася разом з прем'єрою ще одного короткометражного фільму «Presto».
«ВОЛЛ·І» був зустрінутий з переважною більшістю позитивних відгуків серед критиків і на ресурсі, що узагальнює критичні відгуки, Rotten Tomatoes із 227 рецензій 96 % позитивні, всього 9 негативних. Фільм зібрав 534 млн. $ в усьому світі, виграв «Золотого глобуса» за найкращий анімаційний фільм, премію «Г'юґо» за найкращу постановку, великої форми, «Оскара» за найкращий анімаційний фільм, а також був номінований на п'ять нагород 81-ї церемонії вручення премії «Оскар».
За версією журналу «Тайм» у категорії «Найкращі фільми десятиліття», картина займає перше місце. На 1 березня 2024 року фільм займав 59-ту позицію у списку 250 кращих фільмів за версією IMDb.

## Сюжет
У 2100-х роках люди покинули Землю, цілком завалену сміттям і непридатну для життя. Очищення планети було доручено роботам ВОЛЛ·І, але через 700 років в робочому стані залишається лише один ВОЛЛ·І. Робот продовжує виконувати свою роботу — пресує сміття в кубики та складає з них вежі, звільняючи місце. Знаходячи різні незвичайні речі, як іграшки або відеокасети, ВОЛЛ·І відхиляється від першовиданої програми та вчиться відчувати й цінувати красу.
Робот заводить собі домашнього улюбленця — таргана. Одного дня він натрапляє на рослину, якої ніколи не бачив, і забирає її собі. Але тут же на Землю прибуває робот ЄВА в пошуках ознак життя. Через тортури, ВОЛЛ·І вдається затоваришувати із ЄВОЮ. ВОЛЛ·І переховує її від піщаної бурі, показує колекцію своїх знахідок, аж коли показує рослину, ЄВА відбирає її та блокується.
ВОЛЛ·І марно намагається пробудити ЄВУ, а невдовзі з космосу прилітає човник, який забирає нову подругу. ВОЛЛ·І, схопившись за драбину, опиняється на околиці Сонячної системи. З човником він опиняється на кораблі «Аксіома», одному з кількох, на яких тепер живуть люди, та вирушає на пошуки ЄВИ. На борту всю роботу виконують роботи, тоді як люди, зайняті лише розумовою працею і розвагами, навіть не можуть самостійно рухатися через надмірну вагу, а переміщуються в летючих кріслах. Познайомившись із Д-ОКом та ненавмисно змусивши його відхилитися від програми (пересуватися поза «рейками безпеки» заради підтримання чистоти), ВОЛЛ·І пробирається в каюту капітана «Аксіоми», слідом за яким вирушає на місток. Капітан насправді займається лише тим, що «вмикає» на кораблі сонячну погоду, а решту доручає автопілоту. Він вітає екіпаж з 700-им роком польоту, що мав тривати лише 5 років. Несподівано для нього РОЛ-ІК доставляє ЄВУ, першого робота, який приніс зразок життя з Землі. Капітан дивиться відео з послання президента Шелбі, котрий говорить, що це свідчить про готовність планети до повернення людей. Однак в останній момент в ЄВІ не виявляється зразка, тому засмучений капітан відправляє її на ремонт, а брудного ВОЛЛ·І в чистку, навіть не помічаючи, що він нетутешній.
Думаючи, що ремонт робить ЄВІ боляче, ВОЛЛ·І їде «рятувати» її та випадково випускає всіх зламаних роботів. Їх обох оголошують порушниками, тому ЄВА з ВОЛЛ·І переховуються, та ЄВА вирішує повернути ВОЛЛ·І на Землю через рятувальну капсулу. Однак тією ж капсулою користується РОЛ-ІК, що за наказом автопілота запускає запрограмовану на самознищення капсулу разом із рослиною. Обом вдається повернути зразок на «Аксіому». ЄВА вираховує шлях до містка, куди слід помістити рослину, щоб корабель автоматично полетів до Землі. Капітан радий її поверненню, однак дізнається як президент віддав усю владу автопілоту, вважаючи, що роботи ВОЛЛ·І не справилися зі своїм завданням. АВТО не дає помістити рослину в належне місце, коли ЄВА з ВОЛЛ·І перехоплюють зразок, АВТО разом із РОЛ-ІКОМ викидають їх на смітник, а капітана переводять на домашній арешт. ЄВІ та ВОЛЛ·І вдається вибратися і робот-прибиральник Д-ОК допомагає їм повернутися на місток. Тим часом капітан намагається вимкнути автопілот, йому вдається викликати приймач зразків рослин, однак автопілот слідом вимикає його. ВОЛЛ·І заклинює приймальник, а капітан, вперше ставши на ноги, вимикає АВТО. ЄВА поміщає зразок на місце, корабель вирушає до Землі, але ВОЛЛ·І з-за надсильного зчавлювання приймачем ламається.
«Аксіома» сідає на Землі, ЄВА, згадавши про колекцію знахідок ВОЛЛ·І, доставляє його до неї та ремонтує. Робот вмикається, проте втрачає здатність відчувати й вирушає пресувати сміття, як велить його програма. ЄВА вмикає відео, яке полюбляв дивитися ВОЛЛ·І, що повертає йому пам'ять. Роботи лишаються поряд з людьми на Землі, яку вкривають все нові рослини.
У титрах показується як люди та роботи разом відбудовують міста і вчаться цінувати природу.

## Український дубляж
Фільм дубльовано компанією «Невафільм Україна» на замовлення «Disney Character Voices International» у 2008 році.
- Актори дубляжу:
  - Юрій Ребрик — ВОЛЛ·І
  - Катерина Брайковська — ЄВА
  - Олександр Бондаренко — Капітан «Аксіоми»
  - Петро Панчук — Президент Шелбі
  - Володимир Терещук — АВТО, автопілот «Аксіоми»
  - Іван Розін — М-О, робот-прибиральник
  - Максим Кондратюк — Джон, один із жителів корабля
  - Ніна Касторф — Мері, одна з жителів корабля
  - Людмила Добровольська — Комп-жінка, котра оголошує повідомлення на «Аксіомі»

А також: Денис Толяренко, Дмитро Шарабурін, Вадим Діаз, Борис Книженко, Катерина Шевченко.
- Технічна команда:
  - Переклад і автор синхронного тексту — Тетяна Коробкова
  - Режисер дубляжу — Іван Марченко
  - Звукорежисер — Фелікс Трескунов
  - Асистент режисера — Лариса Шаталова
  - Звукомонтажери — Тетяна Гожікова, Світлана Іванова
  - Звукорежисер перезапису — Владислав Іваровський
  - Творчий консультант — Маріуш Арно Яворовський.

## Нагороди та номінації
Загалом фільм здобув 45 нагород і номінувався ще на 39.
Фільм здобув нагороду Найкращий анімаційний фільм за підсумками 2008 року на 66 церемонії вручення премії «Золотий глобус».
Пісня «Down to Earth» була номінована на «Золотий глобус» та «Оскар» як найкраща пісня за підсумками 2008 року й отримала Ґреммі як найкраща пісня до фільму.
Фільм номінувався на Оскар в номінаціях:
- Найкращий сценарій
- Найкращий звук
- Найкращий монтаж звуку
- Найкраща пісня — «Down to Earth»
- Найкращий саундтрек
- Найкращий анімаційний фільм (здобув нагороду)

Фільм претендував на призи Британської кіноакадемії в номінаціях:
- Найкращий звук
- Найкращий саундтрек
- Найкращий анімаційний фільм (здобув нагороду)

## Касові збори
Під час показу в Україні, що розпочався 3 липня 2008 року, протягом перших вихідних фільм демонстрували на 76 екранах, що дало йому змогу зібрати $602 480 і посісти 1-ше місце в кінопрокаті того тижня. Фільм опустився на другу сходинку українського кінопрокату наступного тижня, хоч вже демонструвався на 75 екранах і зібрав за ті вихідні ще $177 053. Загалом фільм у кінопрокаті України пробув 12 тижнів і зібрав $1 223 653, посівши 13 місце серед найкасовіших фільмів 2008 року.